# Petersfisch
Der Petersfisch (Zeus faber), auch Sankt-Petersfisch, Heringskönig, Sonnen-, Christus-, Martinsfisch oder Saint-Pierre genannt, ist ein Meeresfisch aus der Familie der Petersfische. Er wird bis zu 60 Zentimeter lang und bis zu vier Kilogramm schwer. In Extremfällen sind auch Tiere bis 90 Zentimeter und 20 Kilogramm gefangen worden. In freier Wildbahn erreicht er ein durchschnittliches Alter von ca. zwölf Jahren.

## Aussehen
Der Petersfisch hat einen seitlich stark abgeflachten und hochrückigen Körper. Kopf und Augen sind groß, die Augen liegen hoch, das Maul ist schräg nach oben gerichtet. Auf den Flanken des ansonsten grau bis grün-gelblich gefärbten, unregelmäßig gefleckten Fischs befindet sich ein runder, schwarzer, oft gelb oder gelblichweiß umrandeter Fleck. Die vordere Rückenflosse besitzt auffallend lange Stachelstrahlen, die nur im unteren Bereich mit Flossenmembran verbunden sind. Die zweite, weichstrahlige Rückenflosse und die Afterflosse sind symmetrisch zueinander. Kiemenreusenstrahlen sind nur noch rudimentär vorhanden.
- Flossenformel: Dorsale IX–XI/22–24, Anale IV/20–23.

## Verbreitung

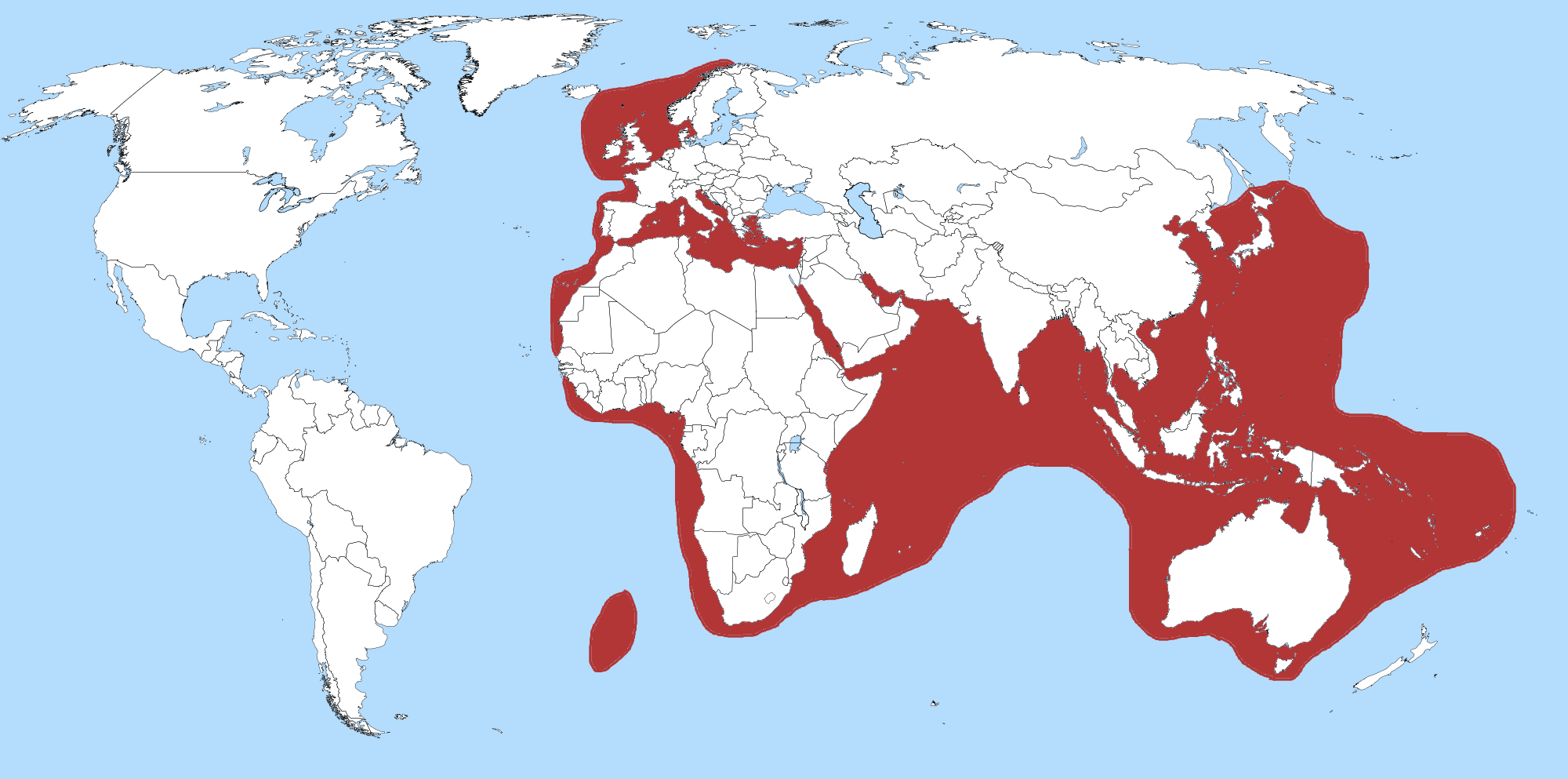
Verbreitungsgebiet

Der Petersfisch kommt im Ostatlantik im Bereich von Südafrika bis Norwegen, im Mittelmeer, im Schwarzen Meer, im Indischen Ozean und im Pazifik um Australien, Japan und Neuseeland vor.

## Vermehrung
Im Alter von drei bis vier Jahren wird der Petersfisch geschlechtsreif. Vor der Küste Südenglands laichen die Petersfische von Juni bis August, im Mittelmeer im Frühjahr. Das Laichgeschäft geschieht im tiefen Wasser. Die Eier, die einen Durchmesser von etwa 2 mm haben, und die Larven sind planktonisch.

## Lebensweise
Der Petersfisch lebt meist in Grundnähe in einer Tiefe von fünf bis 200 Metern und ist ein Einzelgänger. Er ernährt sich vorwiegend von Schwarmfischen, speziell Heringen, denen er sich erst vorsichtig nähert, um sie dann blitzschnell einzusaugen; der dazu erforderliche Maxillarapparat ist sehr gut entwickelt. Teilweise jagt er auch Wirbellose, speziell Tintenfische und Krebstiere.

## Nutzung
Der Petersfisch gilt als ausgezeichneter Speisefisch und wird meist mit Grundschleppnetzen gefangen. Im Jahr 2010 lag der weltweite Fang bei über 10.000 Tonnen, nachdem er von 1960 bis 2000 von etwa 1.000 t auf 12.000 t angestiegen war. Das Fleisch des Petersfisches kann gedämpft, gebraten, gegrillt, gekocht und gebacken werden und wird auch zu Fischmehl oder Fischöl verarbeitet.